# جاك مكدونالد (ممثل)
جاك مكدونالد (بالإنجليزية: Jack McDonald)‏ هو ممثل أمريكي، ولد في 17 سبتمبر 1880 بسان فرانسيسكو في الولايات المتحدة، وتوفي في 1962 بساكرامنتو في الولايات المتحدة.

## أعمال

### أفلام
- (1920) آخر سلالة الموهيكيين
- (1924) الطمع

## وصلات خارجية
- جاك مكدونالد على موقع IMDb (الإنجليزية)
- جاك مكدونالد على موقع ألو سيني (الفرنسية)
- جاك مكدونالد على موقع أول موفي (الإنجليزية)
- جاك مكدونالد على موقع قاعدة بيانات الأفلام السويدية (السويدية)
- جاك مكدونالد على موقع قاعدة بيانات الفيلم (الإنجليزية)
- جاك مكدونالد على موقع كينوبويسك (الروسية)